# Avenidas Novas
Avenidas Novas ist eine Stadtgemeinde (Freguesia) der portugiesischen Hauptstadt Lissabon. Sie entstand am 29. September 2013 im Zuge der administrativen Neuordnung der Stadt aus dem Zusammenschluss der Gemeinden São Sebastião da Pedreira und Nossa Senhora de Fátima. Auf einer Fläche von 2,99 km² leben 21.189 Einwohner (Stand: 30. Juni 2011).

## Quelle
- Diário da República, 1.ª série — N.º 216, 8. November 2012